# Російсько-турецька війна (1806—1812)
Росі́йсько-туре́цька війна́ 1806—1812 (також Російсько-османська війна 1806—1812 років) — воєнний конфлікт, що був викликаний політикою Османської імперії, яка розраховувала на відволікання сил Російської імперії війнами проти Французької імперії (1805—1807) та Персії (1804—1813) .

## Привід
Приводом до війни стали порушення Османською імперією договору 1805 р. про порядок проходу російських суден через протоки та російське вторгнення в османську Далмацію, в листопаді — грудні 1806 р., куди були введені війська під командуванням генерала І. І. Міхельсона.

## Події
18 (30 грудня) Османська імперія оголосила війну Російській імперії. У лютому 1807 року російська ескадра віце-адмірала Д. М. Сенявіна, яка перебувала поблизу острова Корфу, почала військові дії і в червні в Афонській битві 1807 розбила османський флот. На Дунаї османські війська зазнали ряд поразок і відійшли за Дунай.
Після укладання Тільзитського миру 1807 року між Францією та Російською імперією Наполеон, відповідно до умов договору, виступив посередником в укладанні миру між Російською та Османською імперіями. У серпні 1807 року було укладено перемир'я, що тривало до березня 1809 року.
Восени 1809 року 80-тисячна російська армія під командуванням фельдмаршала О. О. Прозоровського (з серпня 1809 р. командувач генерал П. І. Багратіон) почала дії проти османських фортець, оволоділа містами Ісакча, Тульча, Бабадаг, Мачін, Ізмаїл, Браїлів та облложила Силістрію, але у жовтні була змушена зняти облогу, внаслідок руху до Силістрії 50-тисячної османської армії.
У лютому 1810 року командувачем російської Дунайської армії був призначений генерал-лейтенант М. М. Каменський. У травні російська армія переправилася через Дунай і захопила фортеці Пазарджик, Силістрія та Разград, а в червні обложила Шумлу.
Штурм Рущука (Русе) у липні закінчився невдачею. Османський головнокомандувач Юсуф-паша спробував розбити російські війська під Рущуком, але зазнав поразки поблизу Батіне (у серпні), а Рущук і Джурджу капітулювали.
На початку 1811 року Дунайська армія була ослаблена перекиданням частини військ на західний кордон. Призначений у березні 1811 року командувачем генерал М. І. Кутузов зосередив численні сили (45 тис. вояків) на основних напрямках. У червні 60-тисячна армія Ахмет-паші почала наступ на Рущук, але Кутузов, маючи всього 15 тис. вояків, відбив удар супротивника, а потім відвів війська за Дунай.
Наприкінці квітня Ахмет-паша переплив через Дунай і зосередив 35 тис. вояків на лівому березі. У жовтні російський 10-тисячний корпус переправися західніше Рущука на правий берег Дунаю. Головні сили османів, що знаходилися на лівому березі, виявилися оточеними в районі Слобозії і капітулювали 23 листопада (5 грудня).
У жовтні були розпочаті мирні переговори, що завершилися завдяки дипломатичному мистецтву Кутузова підписанням 16 (28 травня) Бухарестського мирного договору 1812, який зафіксував приєднання до Росії Бессарабії.